# Eupithecia biedermanata
Eupithecia biedermanata là một loài bướm đêm trong họ Geometridae.